# The Entitled
The Entitled (Brasil: O Resgate ) é um filme canadense de suspense escrito por William Morrissey e dirigido por Aaron Woodley. Ele foi lançado diretamente em vídeo e no sistema de vídeo sob demanda a partir de 06 de setembro de 2011. A história gira em torno de três jovens desempregados com inclinações anti-sociais e futuro sombrio, que sequestram crianças de três pais ricos para resgate. No elenco estão Kevin Zegers, Victor Garber, Laura Vandervoort, Dustin Milligan, Devon Bostick e Ray Liotta.

## Sinopse
Paul é um jovem humilde com altas aspirações que não conseguiu um bom trabalho. Frustrado, decide sequestrar três garotos da alta sociedade para pedir uma grande quantia de dinheiro por suas vidas sem saber que está tudo a ponto de sair de controle.

## Elenco
- Kevin Zegers - Paul Dynan
- Victor Garber - Bob Vincent
- Laura Vandervoort - Hailey Jones, filha de Clifford Jones
- Dustin Milligan - Nick Nader, filho de Richard Nader
- Devon Bostick - Dean Taylor
- Ray Liotta - Richard Nader
- Stephen McHattie - Clifford Jones
- Tatiana Maslany - Jenna
- Anthony Ulc - Frank
- John Bregar - Jeff Vincent, filho de Bob Vincent
- Nola Augustson - Marsha Dynan
- Jim Codrington - Detetive

## Produção e recepção
As gravações ocorreram principalmente na Laurentian University em Sudbury, Canadá. Foi indicado em 2012 ao prêmio Directors Guild of Canada na categoria "Melhor Edição de Som - longa-metragem" (David Evans e Dale Lennon).